# عبد النبي الجزائري
عبد النبي بن سعد الجزائري هو رجل دين وفقيه ومتكلّم شيعي من أهل الجزائر المعروفة اليوم بالچبايش وهي إحدى توابع مدينة الناصرية في العراق.

## مؤلفاته
- حاوي الأقوال في معرفة الرجال.
- الاقتصاد في شرح الإرشاد.

- شرح تهذيب الأصول. شرح لكتاب تهذيب الأصول لابن المطهّر الحلّي، وقد يسمّى هذا الكتاب أيضاً نهاية التقريب في شرح التهذيب كما ذكره حسن الصدر في تكملة أمل الآمل.

- الإمامة. قد يسمى أيضاً المبسوط في الإمامة.[2][3]